# Von Hitlers Schergen gehetzt
Von Hitlers Schergen gehetzt (Originaltitel: The Aryan Couple, in der Regionalcode-Zone 1: The Couple) ist ein amerikanisch-britisches Kriegsdrama aus dem Jahre 2004 des Filmproduzenten John Daly. Die Geschichte spielt in den 1940er Jahren in Ungarn während des Zweiten Weltkriegs. Ein jüdischer Industriemagnat versucht durch die Übertragung seiner gesamten Besitztümer an die Nationalsozialisten die Ausreise für sich und seine Großfamilie über die Schweiz nach Palästina zu erwirken, um so dem Holocaust zu entkommen. Im Film finden sich Parallelen zum Leben des jüdisch-ungarischen Großindustriellen Manfréd Weiss.

## Handlung
Der Protagonist des Films, Joseph Krauzenberg, ein jüdisch-ungarischer Industrieller, ist durch geschickte Investitionen in verschiedene Wirtschaftsbereiche (Banken, Stahl, Textilien) zu einem namhaften Vermögen gelangt. Zu diesem gehört neben mehreren Fabriken auch das Schloss Krauzenberg, Wohnsitz des Magnaten, sowie eine wertvolle Gemäldesammlung. Neben einer großen Arbeiterschaft sind auch die Hausangestellten David und Leila Steinberg unter dem Namen Vassmann bei den Krauzenbergs beschäftigt. Diese sind wie die Krauzenbergs auch Juden und für den ungarischen Widerstand tätig. Ihre Arbeit besteht im Ausspähen und Dokumentieren der Ermordung der jüdischen Bevölkerung durch die Waffen-SS in Konzentrationslagern. Vom Widerstand haben sie zum Schutz vor der Verfolgung durch die Nationalsozialisten eine neue Identität als Hans und Ingrid Vassmann erhalten und treten seitdem als deutsches „Arierpaar“ auf.
Joseph Krauzenberg versucht durch die Übertragung seines gesamten Besitzes an den Reichsführer SS Heinrich Himmler einen Vertrag auszuhandeln, der ihm und seiner gesamten Familie – die im Gestapo-Gefängnis des SS-Obersturmbannführers Adolf Eichmann festgehalten wird – freies Geleit über die Schweiz nach Palästina ermöglicht, um so der Ermordung in einem Konzentrationslager zu entkommen.
Um die Übertragung zu besiegeln, verabredet sich das Ehepaar Krauzenberg zu einem Abendessen mit Himmler, Eichmann und weiteren SS-Funktionären im Schloss Krauzenberg. Diese Gelegenheit will Hans Vassmann nutzen, um Himmler und Eichmann Zyankali unters Essen zu mischen. Seine schwangere Ehefrau Ingrid kann ihn gerade noch davon abhalten, es zu tun, da sie einen Racheakt durch die Nationalsozialisten fürchtet. Himmler will Eichmann unbedingt bei den Verhandlungen mit den Krauzenbergs dabei haben und dringt darauf, dass dieser sich bei den anstehenden Gesprächen von seiner besten Seite zeigen solle, um das Misstrauen, das die Krauzenbergs ihm gegenüber hegen, da er für die Ermordung der jüdisch-slowakischen Widerstandskämpferin Gisi Fleischmann im KZ Auschwitz verantwortlich ist, nicht neu zu entfachen.
Nach dem Abendessen willigen die Krauzenbergs in die Übertragung an Himmler ein, der ihnen auch den Schutz und die Ausreise des Ehepaars Vassmann zusichert. Die Krauzenberg-Familie wird schließlich aus dem Gefängnis entlassen und mit einem Flugzeug in die Schweiz ausgeflogen. Joseph und Rachel Krauzenberg warten dort auf die Ankunft ihrer beiden treuen Bediensteten, die ihnen kurz vor der Abreise in die Schweiz gestanden haben, dass sie ebenfalls Juden sind und eigentlich Steinberg heißen.
Himmler lässt durch seinen Adjutanten, SS-Hauptsturmführer Dressler, die Ausreise des Ehepaars Vassmann in die Schweiz arrangieren. Er muss jedoch Eichmann in dem Glauben wiegen, dass er das jüdische Ehepaar erschießen ließ, um so lästige Nachfragen aus Berlin bezüglich der heimlichen Vermögenserschleichung zu seinen eigenen Gunsten zu vermeiden. Dressler gelingt es, Eichmann zu überzeugen, dass er selbst das Ehepaar Vassmann erschossen habe. Er bringt das Ehepaar zum Bahnhof, von wo aus ihre Reise über Österreich in die Schweiz erfolgen soll. Der Zug mit dem Ehepaar setzt sich in Bewegung. 
Dressler hat jedoch nicht mit SS-Obersturmführer Edelheins Misstrauen gerechnet, der seine Täuschung bemerkt und die Verfolgung des Ehepaars Vassmann aufnimmt. An der schweizerisch-österreichischen Grenze, wo der Zug zur Grenzkontrolle hält, stoppt Edelhein das Ehepaar und beordert es zurück. Ein SS-Sturmbannführer, der am Grenzbahnhof tätig ist, bekommt daraufhin per Anruf von Himmler persönlich den Befehl, das Ehepaar Vassmann durchzulassen. Als Edelhein immer noch nicht aufgibt und die Vassmanns mit einer Pistole bedroht, erschießt ihn der Sturmbannführer und ermöglicht dem jungen Paar so die Ausreise in die Schweiz, wo sie vom Ehepaar Krauzenberg erleichtert in Empfang genommen werden.

## Veröffentlichung
DVD und Blu-ray zum Film erschienen am 13. April 2012 beim MIG-Filme-Studio.